# Liga Mexicana de Béisbol 1979
La Temporada 1979 de la Liga Mexicana de Béisbol fue la edición número 55. Para esta temporada se tuvo por primera vez 20 equipos, una cifra histórica para la liga. Hubo un cambio de sede con respecto a la temporada anterior, los Alijadores de Tampico se mudan a la ciudad de León, Guanajuato para competir con el nombre de Cachorros de León. Los cuatro equipos de expansión son 
los Azules de Coatzacoalcos (que junto con Cachorros de León debutaban en la liga), una nueva franquicia de Alijadores de Tampico, los Leones de Yucatán y los Rojos del Águila de Veracruz, donde los dos últimos regresaban después de participar por última ocasión en 1974.
Los Petroleros de Poza Rica pasan de jugar de la Zona Sur a la Zona Norte. Los equipos se mantienen divididos en la Zona Norte y Zona Sur, a su vez se subdividen en la división este y oeste, en esta ocasión las cuatro divisiones se forman con cinco equipos cada una.
En la Serie Final los Ángeles de Puebla obtuvieron el segundo campeonato de su historia al derrotar en 7 juegos a los  Indios de Ciudad Juárez. El mánager campeón fue Jorge Fitch.

## Equipos participantes
| Liga Mexicana de Béisbol 1979 |          |                              |           |                                      |                            |             |
| Zona                          | División | Equipo                       | Fundación | Ciudad                               | Estadio                    | Capacidad   |
| Norte                         | Este     | Alijadores de Tampico        | 1937      | Tampico, Tamaulipas                  | Alijadores                 | 7,000       |
| Norte                         | Este     | Cachorros de León            | 1978      | León, Guanajuato                     | Domingo Santana            | 6,500       |
| Norte                         | Este     | Petroleros de Poza Rica      | 1958      | Poza Rica, Veracruz                  | Heriberto Jara Corona      | 10,000      |
| Norte                         | Este     | Sultanes de Monterrey        | 1939      | Monterrey, Nuevo León                | Cuauhtémoc y Famosa        | 6,000       |
| Norte                         | Este     | Tecolotes de Nuevo Laredo    | 1940      | Nuevo Laredo, Tamaulipas             | La Junta                   | 7,800       |
| Norte                         | Oeste    | Algodoneros de Unión Laguna  | 1940      | Torreón, Coahuila                    | Mecano                     | 16,000      |
| Norte                         | Oeste    | Dorados de Chihuahua         | 1936      | Chihuahua, Chihuahua                 | Manuel L. Almanza          | 8,000       |
| Norte                         | Oeste    | Indios de Ciudad Juárez      | 1936      | Ciudad Juárez, Chihuahua             | Cruz Blanca                | 5,000       |
| Norte                         | Oeste    | Mineros de Coahuila          | 1974      | Monclova, Coahuila Sabinas, Coahuila | Monclova Sabinas           | 8,500 4,000 |
| Norte                         | Oeste    | Saraperos de Saltillo        | 1970      | Saltillo, Coahuila                   | Francisco I. Madero        | 16,000      |
| Sur                           | Este     | Azules de Coatzacoalcos      | 1979      | Coatzacoalcos, Veracruz              | "Presidente Miguel Alemán" | 4,000       |
| Sur                           | Este     | Cafeteros de Córdoba         | 1934      | Córdoba, Veracruz                    | "Beisborama"               | 12,000      |
| Sur                           | Este     | Diablos Rojos del México     | 1940      | México, D. F.                        | Seguro Social              | 25,000      |
| Sur                           | Este     | Leones de Yucatán            | 1954      | Mérida, Yucatán                      | Carta Clara                | 9,000       |
| Sur                           | Este     | Plataneros de Tabasco        | 1975      | Villahermosa, Tabasco                | Centenario 27 de Febrero   | 8,500       |
| Sur                           | Oeste    | Alacranes de Durango         | 1958      | Durango, Durango                     | Francisco Villa            | 4,983       |
| Sur                           | Oeste    | Ángeles de Puebla            | 1938      | Puebla, Puebla                       | Hermanos Serdán            | 12,112      |
| Sur                           | Oeste    | Rieleros de Aguascalientes   | 1975      | Aguascalientes, Aguascalientes       | Alberto Romo Chávez        | 6,494       |
| Sur                           | Oeste    | Rojos del Águila de Veracruz | 1903      | Veracruz, Veracruz                   | Deportivo Veracruzano      | 12,000      |
| Sur                           | Oeste    | Tigres Capitalinos           | 1955      | México, D. F.                        | Seguro Social              | 25,000      |

## Posiciones
| Zona Norte     | Zona Norte    | Zona Norte    | Zona Norte    | Zona Norte    |
| División Este  | División Este | División Este | División Este | División Este |
| Equipo         | JG            | JP            | PCT           | JV            |
| -------------- | ------------- | ------------- | ------------- | ------------- |
| Nuevo Laredo   | 75            | 60            | .556          | -             |
| Monterrey      | 66            | 67            | .496          | 8.0           |
| Tampico        | 59            | 75            | .440          | 15.5          |
| Poza Rica      | 57            | 74            | .435          | 16.0          |
| León           | 52            | 82            | .388          | 22.5          |
| División Oeste |               |               |               |               |
| Equipo         | JG            | JP            | PCT           | JV            |
| Saltillo       | 95            | 40            | .704          | -             |
| Ciudad Juárez  | 80            | 53            | .602          | 14.0          |
| Unión Laguna   | 66            | 70            | .485          | 29.5          |
| Coahuila       | 64            | 70            | .478          | 30.5          |
| Chihuahua      | 51            | 78            | .395          | 41.0          |

| Zona Sur       | Zona Sur      | Zona Sur      | Zona Sur      | Zona Sur      |
| División Este  | División Este | División Este | División Este | División Este |
| Equipo         | JG            | JP            | PCT           | JV            |
| -------------- | ------------- | ------------- | ------------- | ------------- |
| Córdoba        | 76            | 56            | .576          | -             |
| Tabasco        | 73            | 58            | .557          | 2.5           |
| México         | 74            | 64            | .536          | 5.0           |
| Coatzacoalcos  | 66            | 69            | .489          | 11.5          |
| Yucatán        | 62            | 69            | .473          | 13.5          |
| División Oeste |               |               |               |               |
| Equipo         | JG            | JP            | PCT           | JV            |
| Puebla         | 86            | 51            | .628          | -             |
| Aguascalientes | 65            | 67            | .492          | 18.5          |
| Tigres         | 62            | 73            | .459          | 23.0          |
| Durango        | 58            | 74            | .439          | 25.5          |
| Águila         | 48            | 85            | .361          | 36.0          |

| Clasificado a los playoffs |

## Play-offs
|  | Primer Play off | Primer Play off |               |   | Finales de zona | Finales de zona |  |  | Serie Final | Serie Final |
|  |                 |                 |               |   |                 |                 |  |  |             |             |
|  |                 |                 |               |   |                 |                 |  |  |             |             |
|  |                 |                 |               |   |                 |                 |  |  |             |             |
|  |                 |                 |               |   |                 |                 |  |  |             |             |
|  | Ciudad Juárez   | 4               |               |   |                 |                 |  |  |             |             |
|  | Ciudad Juárez   | 4               |               |   |                 |                 |  |  |             |             |
|  | Nuevo Laredo    | 3               |               |   |                 |                 |  |  |             |             |
|  | Nuevo Laredo    | 3               | Ciudad Juárez | 4 |                 |                 |  |  |             |             |
|  | Zona Norte      |                 | Ciudad Juárez | 4 |                 |                 |  |  |             |             |
|  |                 | Saltillo        | 1             |   |                 |                 |  |  |             |             |
|  | Monterrey       | Saltillo        | 1             | 3 |                 |                 |  |  |             |             |
|  | Monterrey       |                 |               | 3 |                 |                 |  |  |             |             |
|  | Saltillo        | 4               |               |   |                 |                 |  |  |             |             |
|  | Saltillo        | 4               | Ciudad Juárez | 3 |                 |                 |  |  |             |             |
|  |                 |                 | Ciudad Juárez | 3 |                 |                 |  |  |             |             |
|  |                 | Puebla          | 4             |   |                 |                 |  |  |             |             |
|  | Aguascalientes  | Puebla          | 4             | 3 |                 |                 |  |  |             |             |
|  | Aguascalientes  |                 |               | 3 |                 |                 |  |  |             |             |
|  | Córdoba         | 4               |               |   |                 |                 |  |  |             |             |
|  | Córdoba         | 4               | Córdoba       | 1 |                 |                 |  |  |             |             |
|  | Zona Sur        |                 | Córdoba       | 1 |                 |                 |  |  |             |             |
|  |                 | Puebla          | 4             |   |                 |                 |  |  |             |             |
|  | Tabasco         | Puebla          | 4             | 0 |                 |                 |  |  |             |             |
|  | Tabasco         |                 |               | 0 |                 |                 |  |  |             |             |
|  | Puebla          | 4               |               |   |                 |                 |  |  |             |             |
|  | Puebla          | 4               |               |   |                 |                 |  |  |             |             |

## Designaciones
Se designó como novato del año a Fernando Valenzuela  de los Leones de Yucatán.

## Acontecimientos relevantes
- 25 de marzo: Miguel Solís (2 entradas) y Manuel Peña (5) de los Saraperos de Saltillo le lanzan juego sin hit ni carrera de 7 entradas a los Indios de Ciudad Juárez, ganando 1-0 en el Estadio Francisco I. Madero de Saltillo, Coahuila, siendo el segundo que se lograba de manera combinada.[4]
- 13 de abril: Tomás Armas de los Saraperos de Saltillo le lanza juego sin hit ni carrera de 9 entradas a los Sultanes de Monterrey, en un partido disputado en Saltillo, Coahuila y que terminó con marcador de 5-0.
- 19 de mayo: Aurelio Monteagudo de los Mineros de Coahuila le lanza juego sin hit ni carrera de 7 entradas a los Tecolotes de Nuevo Laredo, en un partido disputado en Sabinas, Coahuila y que terminó con marcador de 10-0.
- 1 de julio: Roberto Ochoa de los Plataneros de Tabasco le lanza juego sin hit ni carrera de 5 entradas a los Rojos del Águila de Veracruz, en un partido disputado en Villahermosa, Tabasco y que terminó con marcador de 2-0.
- 8 de julio: Fernando López de los Ángeles de Puebla le lanza juego sin hit ni carrera de 7 entradas a los Alacranes de Durango, en un partido disputado en Durango, Durango y que terminó con marcador de 2-0.
- 17 de julio: Néstor Espinoza (3 entradas) y Rubén García (2) de los Tigres Capitalinos le lanzan juego sin hit ni carrera de 5 entradas a los Ángeles de Puebla, ganando 1-0 en el Parque del Seguro Social de la Ciudad de México, siendo el tercero que se lograba de manera combinada.
- 17 de agosto: Peter Bonfils de los Petroleros de Poza Rica le lanza juego sin hit ni carrera de 5 entradas a los Alijadores de Tampico, en un partido disputado en Poza Rica, Veracruz y que terminó con marcador de 2-0.[5]